# Chat (héraldique)
Pour les articles homonymes, voir Chat (homonymie) et Chat sauvage.

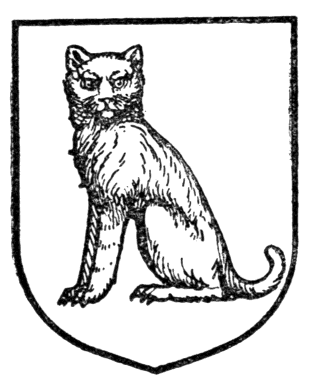
Chat sauvage assis

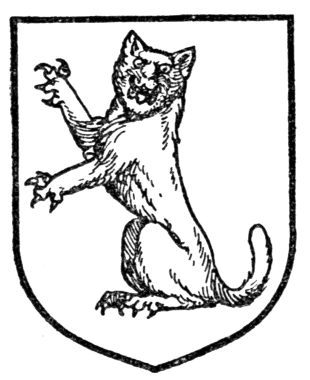
Chat sauvage assis-dressé

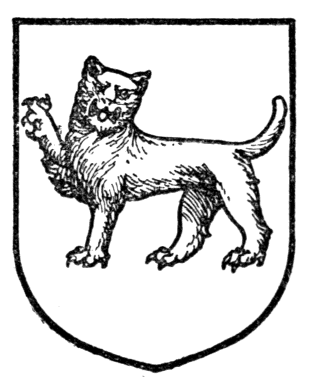
Chat sauvage passant

En héraldique, le chat peut être représenté assis, effarouché ou effrayé, passant, issant, naissant, rampant et aussi hérissonné (s'il a le dos élevé et le poil hérissé). Le chat, comme le Léopard, se représente en héraldique naturellement de face et passant.

## Symbole
Le Chat était tenu en très grande considération chez les anciens. Il est l'emblème du courage, de l'indépendance mais aussi et surtout de la liberté. Symbole de la vigilance, il représente souvent des citoyens qui ont bien gardé une ville ou une commune.
Cette perception positive n'est pas nécessairement celle de l'héraldique, si l'on se réfère à Pierre Palliot dans son ouvrage de référence La Vraye et parfaite science des armoiries à son article « Chat » qui commence sans ambigüité par : « plus dommageable qu'utile, ses mignardises plus à craindre qu'à désirer ». Selon la fable, le Chat est une création de la Lune, se ridiculisant en voulant imiter la création du Lion par le Soleil, lequel, surenchérit par dérision en créant la souris. La Lune, tenace, réplique par la création du singe par lequel elle se ridiculise encore plus. Mortifiée par les rires qu'elle déclenche, « elle fit concevoir une haine immortelle entre le singe et le Lion, et entre le Chat et la Souris, de là vient le seul profit que nous avons du Chat ». 
La symbolique de la liberté et de l'indépendance est bien évoquée chez Palliot, mais plutôt dans le sens de rebelle : « et je m'estonne comment nos anciens Roys avoient pris pour [...] armoiries un Chat, si ce n'est que comme cet animal ne fait rien par contrainte ».
La présence de chat dans les armoiries s'explique dans la majorité des cas en tant qu'armes parlantes et n'implique dès lors aucune symbolique particulière.
Pour un article plus général, voir Armes parlantes.

### Essai symbolique
Voici quelques symboles proposés par divers auteurs (principalement L. Foulques-Delanos dans Manuel héraldique ou Clef de l'art du blason) . Il va sans dire que cette approche n'est ni héraldique, ni unanimement partagée.
- d'argent sur champ de gueules ou d'argent sur champ de sable, la patte posée sur une sourisde gueules : symbolise un guerrier attentif à réprimer l'insolence des ennemis 
- d'or sur champ d'argent :  symbolise la liberté des pensées (A l'enquerre !)
- sur champ de sinople :  symbolise l'amour et la liberté
- présenté contourné : symbolise la diplomatie

## Quelques familles portant un chat comme meuble

de Caters
de Muyser
de Muyser Lantwyck
de Micault

### Belgique et Luxembourg
- de Caters (Principauté de Liège) : d'azur à trois chats rampants d'or, les deux du chef affrontés[3], [4].

- de Muyser Lantwyck (Duché de Brabant) : parti : à dextre, de sable à un chat d'argent assis, la tête posée de face, la patte avant dextre posée sur une souris de gueules; à senestre, d'argent à une fleur de lis de sable, au chef d'or à trois pals de gueules; à la bordure componée de seize pièces de gueules et d'argent, les compons de gueules chargés d'une épée d'argent et garnie d'or posée en barre, la pointe en bas, les compons d'argent chargés d'un lion issant de gueules, armé et lampassé d'azur[4].

- de Muyser[5] (Duché de Brabant) : de sable à un chat d'argent assis et contourné[6], la tête posée de face[4].
- de Papigny : d’or au pal de gueules, accosté de deux chats rampants et affrontés de sable (ou grimpant au pal[7]).

### France
En France, il y aurait une centaine de familles avec un chat dans leurs armoiries. Exemples :
- Auchat : de sable, au chat effrayé d'argent[4].
- Boschat : de sable, au chat passant d'hermine[4].
- de Caro : écartelé : au 1, d'azur, à une épée en pal renversée à dextre, accomp. à senestre d'un croissant surmonté d'une étoile, le tout d'argent, au 2, d'argent, à trois fasces de gueules, au 3, écartelé : a et d, d'or, au lion de gueules, et aux b et c, d'or à une tour de sable, au chef d'azur, chargé d'une croisette pattée d'argent, accostée de deux étoiles d'or, au 4, d'azur, à un chat sauvage d'argent, armé de gueules issant d'une paliasade, mouvante de la pointe, composée de sept épieux d'or, d'inégale grandeur, chacun terminé par une losange de sinople, et de sept abeilles d'or, voltigeant et tournées vers le chat, cinq en orle, dont trois à dextre, et trois à senestre, les deux autres sur les losanges de dextre au-dessous du chat, qu'elles semblent piquer.
- Le Cat : d'azur, à deux étoiles d'or en fasce, accompagnés en chef d'un caducée d'or, et en pointe d'un chat accroupi d'argent[4].
- Chadot de la Clocherie : d'azur, à un chat d'or, issant d'une rivière d'argent[4].
- de la Chétardie : d'azur à deux chats d'argent, l'un sur l'autre.
- N., curé de Saint-Lubin de Laye : d'argent, à l'ombre de chat de sable
- Gineste : d'azur, à un chevron d'argent, accompagnés de trois massacres de chat du mesme, posés 2 et 1.

et aussi :
- Clotilde, femme du roi Clovis : d’or au chat de sable tuant un rat[2]de même.
- Commune de Mosset : d’or aux quatre pals de gueules, au chat hérissonné de sable tenant dans sa gueules une fusée aussi d’or allumée de gueules.

### Italie
- Maison Gatto[4]
  - Gatto di Carmagnola : d’azur au chat d’argent accompagné en chef de trois étoiles d’or[4].
  - Gatto di Lanerio : d'or à la fasce ondée d'azur surmontée d'un chat d'argent tacheté de sable[4].
- della Gatta (Royaume de Naples) : d’azur à une chatte d’argent au lambel de gueules en chef[8].